# تنی (مینه‌سوتا)
تنی، مینه‌سوتا (به انگلیسی: Tenney, Minnesota) یک محدوده ثبت‌نشده در ایالات متحده آمریکا است که در شهرستان ویلکین، مینه‌سوتا واقع شده‌است.

## خصوصیات
تنی ۰٫۰۵ کیلومترمربع مساحت و ۵ نفر جمعیت دارد و ۳۰۲ متر بالاتر از سطح دریا واقع شده‌است.